# Sphecodes maetai
Sphecodes maetai là một loài Hymenoptera trong họ Halictidae. Loài này được Tsuneki mô tả khoa học năm 1984.